# (10168) Stony Ridge
(10168) Stony Ridge est un astéroïde de la ceinture principale.

## Description
(10168) Stony Ridge est un astéroïde de la ceinture principale. Il fut découvert le 4 février 1995 à Stony Ridge par Jack B. Child et John E. Rogers. Il présente une orbite caractérisée par un demi-grand axe de 2,76 UA, une excentricité de 0,09 et une inclinaison de 7,4° par rapport à l'écliptique.
Il est nommé d'après le groupe d'astronomes amateurs qui fondèrent l'observatoire de Stony Ridge en Californie.